# Simning vid världsmästerskapen i simsport 2025
Simning vid världsmästerskapen i simsport 2025 avgjordes mellan den 27 juli och 3 augusti 2025 i World Aquatics Championships Arena i Singapore Sports Hub i Kallang i Singapore.

## Program
Det tävlades i 42 grenar.
Alla tider är lokala (UTC+8).
| H | Heat | ½ | Semifinaler | F | Final |

| Datum →          | Sön 27 | Sön 27 | Mån 28 | Mån 28 | Tis 29 | Tis 29 | Ons 30 | Ons 30 | Tor 31 | Tor 31 | Fre 1 | Fre 1 | Lör 2 | Lör 2 | Sön 3 | Sön 3 |
| Gren ↓           | M      | E      | M      | E      | M      | E      | M      | E      | M      | E      | M     | E     | M     | E     | M     | E     |
| ---------------- | ------ | ------ | ------ | ------ | ------ | ------ | ------ | ------ | ------ | ------ | ----- | ----- | ----- | ----- | ----- | ----- |
| 50 m frisim      |        |        |        |        |        |        |        |        |        |        | H     | ½     |       | F     |       |       |
| 100 m frisim     |        |        |        |        |        |        | H      | ½      |        | F      |       |       |       |       |       |       |
| 200 m frisim     |        |        | H      | ½      |        | F      |        |        |        |        |       |       |       |       |       |       |
| 400 m frisim     | H      | F      |        |        |        |        |        |        |        |        |       |       |       |       |       |       |
| 800 m frisim     |        |        |        |        | H      |        |        | F      |        |        |       |       |       |       |       |       |
| 1 500 m frisim   |        |        |        |        |        |        |        |        |        |        |       |       | H     |       |       | F     |
| 50 m ryggsim     |        |        |        |        |        |        |        |        |        |        |       |       | H     | ½     |       | F     |
| 100 m ryggsim    |        |        | H      | ½      |        | F      |        |        |        |        |       |       |       |       |       |       |
| 200 m ryggsim    |        |        |        |        |        |        |        |        | H      | ½      |       | F     |       |       |       |       |
| 50 m bröstsim    |        |        |        |        | H      | ½      |        | F      |        |        |       |       |       |       |       |       |
| 100 m bröstsim   | H      | ½      |        | F      |        |        |        |        |        |        |       |       |       |       |       |       |
| 200 m bröstsim   |        |        |        |        |        |        |        |        | H      | ½      |       | F     |       |       |       |       |
| 50 m fjärilsim   | H      | ½      |        | F      |        |        |        |        |        |        |       |       |       |       |       |       |
| 100 m fjärilsim  |        |        |        |        |        |        |        |        |        |        | H     | ½     |       | F     |       |       |
| 200 m fjärilsim  |        |        |        |        | H      | ½      |        | F      |        |        |       |       |       |       |       |       |
| 200 m medley     |        |        |        |        |        |        | H      | ½      |        | F      |       |       |       |       |       |       |
| 400 m medley     |        |        |        |        |        |        |        |        |        |        |       |       |       |       | H     | F     |
| 4 × 100 m frisim | H      | F      |        |        |        |        |        |        |        |        |       |       |       |       |       |       |
| 4 × 200 m frisim |        |        |        |        |        |        |        |        |        |        | H     | F     |       |       |       |       |
| 4 × 100 m medley |        |        |        |        |        |        |        |        |        |        |       |       |       |       | H     | F     |

| Datum →          | Sön 27 | Sön 27 | Mån 28 | Mån 28 | Tis 29 | Tis 29 | Ons 30 | Ons 30 | Tor 31 | Tor 31 | Fre 1 | Fre 1 | Lör 2 | Lör 2 | Sön 3 | Sön 3 |
| Gren ↓           | M      | E      | M      | E      | M      | E      | M      | E      | M      | E      | M     | E     | M     | E     | M     | E     |
| ---------------- | ------ | ------ | ------ | ------ | ------ | ------ | ------ | ------ | ------ | ------ | ----- | ----- | ----- | ----- | ----- | ----- |
| 50 m frisim      |        |        |        |        |        |        |        |        |        |        |       |       | H     | ½     |       | F     |
| 100 m frisim     |        |        |        |        |        |        |        |        | H      | ½      |       | F     |       |       |       |       |
| 200 m frisim     |        |        |        |        | H      | ½      |        | F      |        |        |       |       |       |       |       |       |
| 400 m frisim     | H      | F      |        |        |        |        |        |        |        |        |       |       |       |       |       |       |
| 800 m frisim     |        |        |        |        |        |        |        |        |        |        | H     |       |       | F     |       |       |
| 1 500 m frisim   |        |        | H      |        |        | F      |        |        |        |        |       |       |       |       |       |       |
| 50 m ryggsim     |        |        |        |        |        |        | H      | ½      |        | F      |       |       |       |       |       |       |
| 100 m ryggsim    |        |        | H      | ½      |        | F      |        |        |        |        |       |       |       |       |       |       |
| 200 m ryggsim    |        |        |        |        |        |        |        |        |        |        | H     | ½     |       | F     |       |       |
| 50 m bröstsim    |        |        |        |        |        |        |        |        |        |        |       |       | H     | ½     |       | F     |
| 100 m bröstsim   |        |        | H      | ½      |        | F      |        |        |        |        |       |       |       |       |       |       |
| 200 m bröstsim   |        |        |        |        |        |        |        |        | H      | ½      |       | F     |       |       |       |       |
| 50 m fjärilsim   |        |        |        |        |        |        |        |        |        |        | H     | ½     |       | F     |       |       |
| 100 m fjärilsim  | H      | ½      |        | F      |        |        |        |        |        |        |       |       |       |       |       |       |
| 200 m fjärilsim  |        |        |        |        |        |        | H      | ½      |        | F      |       |       |       |       |       |       |
| 200 m medley     | H      | ½      |        | F      |        |        |        |        |        |        |       |       |       |       |       |       |
| 400 m medley     |        |        |        |        |        |        |        |        |        |        |       |       |       |       | H     | F     |
| 4 × 100 m frisim | H      | F      |        |        |        |        |        |        |        |        |       |       |       |       |       |       |
| 4 × 200 m frisim |        |        |        |        |        |        |        |        | H      | F      |       |       |       |       |       |       |
| 4 × 100 m medley |        |        |        |        |        |        |        |        |        |        |       |       |       |       | H     | F     |

| Datum →          | Sön 27 | Sön 27 | Mån 28 | Mån 28 | Tis 29 | Tis 29 | Ons 30 | Ons 30 | Tor 31 | Tor 31 | Fre 1 | Fre 1 | Lör 2 | Lör 2 | Sön 3 | Sön 3 |
| Gren ↓           | M      | E      | M      | E      | M      | E      | M      | E      | M      | E      | M     | E     | M     | E     | M     | E     |
| ---------------- | ------ | ------ | ------ | ------ | ------ | ------ | ------ | ------ | ------ | ------ | ----- | ----- | ----- | ----- | ----- | ----- |
| 4 × 100 m frisim |        |        |        |        |        |        |        |        |        |        |       |       | H     | F     |       |       |
| 4 × 100 m medley |        |        |        |        |        |        | H      | F      |        |        |       |       |       |       |       |       |

## Medaljörer

### Herrar
| Gren                         | Guld | Guld               | Silver | Silver          | Brons | Brons          |
| 50 m frisim Detaljer...      | Cameron McEvoy · Australien | 21,14              | Ben Proud · Storbritannien | 21,26           | Jack Alexy · USA | 21,46          |
| 100 m frisim Detaljer...     | David Popovici · Rumänien | 46,51 0MR0, 0ER0   | Jack Alexy · USA | 46,92           | Kyle Chalmers · Australien | 47,17          |
| 200 m frisim Detaljer...     | David Popovici · Rumänien | 1.43,53            | Luke Hobson · USA | 1.43,84         | Tatsuya Murasa · Japan | 1.44,54 0NR0   |
| 400 m frisim Detaljer...     | Lukas Märtens · Tyskland | 3.42,35            | Samuel Short · Australien | 3.42,37         | Kim Woo-min · Sydkorea | 3.42,60        |
| 800 m frisim Detaljer...     | Ahmed Jaouadi · Tunisien | 7.36,88            | Sven Schwarz · Tyskland | 7.39,96         | Lukas Märtens · Tyskland | 7.40,19        |
| 1 500 m frisim Detaljer...   | Ahmed Jaouadi · Tunisien | 14.34,41           | Sven Schwarz · Tyskland | 14.35,69        | Bobby Finke · USA | 14.36,60       |
|                              | |                    | |                 | |                |
| 50 m ryggsim Detaljer...     | Kliment Kolesnikov Neutrala idrottare B | 23,68 0MR0         | Pieter Coetze · SydafrikaPavel Samusenko · Neutrala idrottare B                                                                                | 24,17 0AR024,17 | ingen medaljör | ingen medaljör |
| 100 m ryggsim Detaljer...    | Pieter Coetze · Sydafrika | 51,85 0AR0         | Thomas Ceccon · Italien | 51,90           | Yohann Ndoye-Brouard · Frankrike | 51,92 0NR0     |
| 200 m ryggsim Detaljer...    | Hubert Kós · Ungern | 1.53,19 0ER0       | Pieter Coetze · Sydafrika | 1.53,26 0AR0    | Yohann Ndoye-Brouard · Frankrike | 1.54,62        |
|                              | |                    | |                 | |                |
| 50 m bröstsim Detaljer...    | Simone Cerasuolo · Italien | 26,54              | Kirill Prigoda Neutrala idrottare B | 26,62           | Qin Haiyang · Kina | 26,67          |
| 100 m bröstsim Detaljer...   | Qin Haiyang · Kina | 58,23              | Nicolò Martinenghi · Italien | 58,58           | Denis Petrasjov · Kirgizistan | 58,88 0NR0     |
| 200 m bröstsim Detaljer...   | Qin Haiyang · Kina | 2.07,41            | Ippei Watanabe · Japan | 2.07,70         | Caspar Corbeau · Nederländerna | 2.07,73        |
|                              | |                    | |                 | |                |
| 50 m fjärilsim Detaljer...   | Maxime Grousset · Frankrike | 22,48 0NR0         | Noè Ponti · Schweiz | 22,51 0NR0      | Thomas Ceccon · Italien | 22,67 0NR0     |
| 100 m fjärilsim Detaljer...  | Maxime Grousset · Frankrike | 49,62 0ER0         | Noè Ponti · Schweiz | 49,83 0NR0      | Ilya Kharun · Kanada | 50,07          |
| 200 m fjärilsim Detaljer...  | Luca Urlando · USA | 1.51,87            | Krzysztof Chmielewski · Polen | 1.52,64 0NR0    | Harrison Turner · Australien | 1.54,17 0NR0   |
|                              | |                    | |                 | |                |
| 200 m medley Detaljer...     | Léon Marchand · Frankrike | 1.53,68            | Shaine Casas · USA | 1.54,30         | Hubert Kós · Ungern | 1.55,34        |
| 400 m medley Detaljer...     | Léon Marchand · Frankrike | 4.04,73            | Tomoyuki Matsushita · Japan | 4.08,32         | Ilja Borodin Neutrala idrottare B | 4.09,16        |
|                              | |                    | |                 | |                |
| 4 × 100 m frisim Detaljer... | Australien Flynn Southam Kai Taylor Maximillian Giuliani Kyle Chalmers                                                                                                | 3.08,97 0MR0, 0AR0 | Italien Carlos D'Ambrosio Thomas Ceccon Lorenzo Zazzeri Manuel Frigo Leonardo Deplano[a]                                                       | 3.09,58 0NR0    | USA Jack Alexy Patrick Sammon Chris Guiliano Jonny Kulow Shaine Casas[a] Destin Lasco[a]                                             | 3.09,64        |
| 4 × 200 m frisim Detaljer... | Storbritannien Matthew Richards (1.45,37) James Guy (1.45,00) Jack McMillan (1.45,65) Duncan Scott (1.43,82) Evan Jones[a] Tom Dean[a]                                | 6.59,84            | Kina Ji Xinjie (1.46,22) Pan Zhanle (1.44,41) Wang Shun (1.46,08) Zhang Zhanshuo (1.44,20) Fei Liwei[a]                                        | 7.00,91 0AR0    | Australien Flynn Southam (1.45,85) Charlie Hawke (1.45,57) Kai Taylor (1.44,64) Maximillian Giuliani (1.44,92) Edward Sommerville[a] | 7.00,98        |
| 4 × 100 m medley Detaljer... | Neutrala idrottare B Miron Lifintsev (52,44) Kirill Prigoda (57,92) Andrej Minakov (50,17) Jegor Kornev (46,40) Kliment Kolesnikov[a] Ivan Kozjakin[a] Ivan Girjov[a] | 3.26,93 0MR0, 0ER0 | Frankrike Yohann Ndoye-Brouard (52,26) Léon Marchand (58,44) Maxime Grousset (49,27) Yann Le Goff (47,99) Jérémie Delbois[a] Clément Secchi[a] | 3.27,96 0NR0    | USA Tommy Janton (53,37) Josh Matheny (59,00) Dare Rose (50,30) Jack Alexy (45,95) Campbell McKean[a]                                | 3.28,62        |

a  Simmare som endast deltog i försöken men som ändå erhöll medaljer.

### Damer
| Gren                         | Guld | Guld               | Silver | Silver        | Brons | Brons          |
| 50 m frisim Detaljer...      | Meg Harris · Australien | 24,02              | Wu Qingfeng · Kina | 24,26         | Cheng Yujie · Kina | 24,28          |
| 100 m frisim Detaljer...     | Marrit Steenbergen · Nederländerna | 52,55              | Mollie O'Callaghan · Australien | 52,67         | Torri Huske · USA | 52,89          |
| 200 m frisim Detaljer...     | Mollie O'Callaghan · Australien | 1.53,48            | Li Bingjie · Kina | 1.54,52       | Claire Weinstein · USA | 1.54,67        |
| 400 m frisim Detaljer...     | Summer McIntosh · Kanada | 3.56,26            | Li Bingjie · Kina | 3.58,21 0AR0  | Katie Ledecky · USA | 3.58,49        |
| 800 m frisim Detaljer...     | Katie Ledecky · USA | 8.05,62 0MR0       | Lani Pallister · Australien | 8.05,98 0AR0  | Summer McIntosh · Kanada | 8.07,29        |
| 1 500 m frisim Detaljer...   | Katie Ledecky · USA | 15.26,44           | Simona Quadarella · Italien | 15.31,79 0ER0 | Lani Pallister · Australien | 15.41,18       |
|                              | |                    | |               | |                |
| 50 m ryggsim Detaljer...     | Katharine Berkoff · USA | 27,08 0AR0         | Regan Smith · USA | 27,25         | Wan Letian · Kina | 27,30          |
| 100 m ryggsim Detaljer...    | Kaylee McKeown · Australien | 57,16 0MR0, 0AR0   | Regan Smith · USA | 57,35         | Katharine Berkoff · USA | 58,15          |
| 200 m ryggsim Detaljer...    | Kaylee McKeown · Australien | 2.03,33 0MR0       | Regan Smith · USA | 2.04,29       | Claire Curzan · USA | 2.06,04        |
|                              | |                    | |               | |                |
| 50 m bröstsim Detaljer...    | Rūta Meilutytė · Litauen | 29,55              | Tang Qianting · Kina | 30,03         | Benedetta Pilato · Italien | 30,14          |
| 100 m bröstsim Detaljer...   | Anna Elendt · Tyskland | 1.05,19 0NR0       | Kate Douglass · USA | 1.05,27       | Tang Qianting · Kina | 1.05,64        |
| 200 m bröstsim Detaljer...   | Kate Douglass · USA | 2.18,50 0MR0, 0AR0 | Jevgenija Tjikunova Neutrala idrottare B | 2.19,96       | Kaylene Corbett · SydafrikaAlina Zmusjka · Neutrala idrottare A                                                                                 | 2.23,52        |
|                              | |                    | |               | |                |
| 50 m fjärilsim Detaljer...   | Gretchen Walsh · USA | 24,83              | Alexandria Perkins · Australien | 25,31 0=AR0   | Roos Vanotterdijk · Belgien | 25,43          |
| 100 m fjärilsim Detaljer...  | Gretchen Walsh · USA | 54,73 0MR0         | Roos Vanotterdijk · Belgien | 55,84 0NR0    | Alexandria Perkins · Australien | 56,33          |
| 200 m fjärilsim Detaljer...  | Summer McIntosh · Kanada | 2.01,99            | Regan Smith · USA | 2.04,99       | Elizabeth Dekkers · Australien | 2.06,12        |
|                              | |                    | |               | |                |
| 200 m medley Detaljer...     | Summer McIntosh · Kanada | 2.06,69            | Alex Walsh · USA | 2.08,58       | Mary-Sophie Harvey · Kanada | 2.09,15        |
| 400 m medley Detaljer...     | Summer McIntosh · Kanada | 4.25,78 0MR0       | Jenna Forrester · AustralienMio Narita · Japan | 4.33,26       | ingen medaljör | ingen medaljör |
|                              | |                    | |               | |                |
| 4 × 100 m frisim Detaljer... | Australien Mollie O'Callaghan Meg Harris Milla Jansen Olivia Wunsch Abbey Webb[b] Hannah Casey[b]                                                                     | 3.30,60            | USA Simone Manuel Kate Douglass Erin Gemmell Torri Huske Anna Moesch[b]                                                                              | 3.31,04       | Nederländerna Milou van Wijk Tessa Giele Sam van Nunen Marrit Steenbergen Femke Spiering[b]                                                     | 3.33,89        |
| 4 × 200 m frisim Detaljer... | Australien Lani Pallister (1.54,77) Jamie Perkins (1.55,13) Brittany Castelluzzo (1.56,01) Mollie O'Callaghan (1.53,44) Abbey Webb[b] Milla Jansen[b] Hannah Casey[b] | 7.39,35            | USA Claire Weinstein (1.54,83) Anna Peplowski (1.54,75) Erin Gemmell (1.56,72) Katie Ledecky (1.53,71) Simone Manuel[b] Anna Moesch[b] Bella Sims[b] | 7.40,01 0AR0  | Kina Liu Yaxin (1.55,94) Yang Peiqi (1.55,84) Yu Yiting (1.56,37) Li Bingjie (1.54,84) Yu Zidi[b] Wu Qingfeng[b]                                | 7.42,99        |
| 4 × 100 m medley Detaljer... | USA Regan Smith (57,57) Kate Douglass (1.04,27) Gretchen Walsh (54,98) Torri Huske (52,52) Katharine Berkoff[b] Lilly King[b] Claire Curzan[b] Simone Manuel[b]       | 3.49,34 0VR0       | Australien Kaylee McKeown (57,69) Ella Ramsay (1.06,49) Alexandria Perkins (56,26) Mollie O'Callaghan (52,23) Sienna Toohey[b]                       | 3.52,67       | Kina Peng Xuwei (59,94) Tang Qianting (1.05,48) Zhang Yufei (56,32) Cheng Yujie (53,03) Wan Letian[b] Yang Chang[b] Yu Yiting[b] Wu Qingfeng[b] | 3.54,77        |

b  Simmare som endast deltog i försöken men som ändå erhöll medaljer.

### Mixed
| Gren                         | Guld | Guld               | Silver | Silver       | Brons | Brons   |
| 4 × 100 m frisim Detaljer... | USA Jack Alexy (46,91) Patrick Sammon (46,70) Kate Douglass (52,43) Torri Huske (52,44) Chris Guiliano[c] Jonny Kulow[c] Simone Manuel[c]                        | 3.18,48 0VR0       | Neutrala idrottare B Jegor Kornev (47,69) Ivan Girjov (47,08) Darja Trofimova (52,42) Darja Klepikova (52,49) Vladislav Grinev[c] Alina Gaifutdinova[c] Milana Stepanova[c] | 3.19,68 0ER0 | Frankrike Maxime Grousset (47,62) Yann Le Goff (47,77) Marie Wattel (52,74) Béryl Gastaldello (53,22) Rafael Fente-Damers[c] Albane Cachot[c] | 3.21,35 |
| 4 × 100 m medley Detaljer... | Neutrala idrottare B Miron Lifintsev (51,78) Kirill Prigoda (57,56) Darja Klepikova (55,97) Darja Trofimova (52,66) Danil Semianinov[c] Aleksandra Kuznetsova[c] | 3.37,97 0MR0, 0NR0 | Kina Xu Jiayu (53,23) Qin Haiyang (58,14) Zhang Yufei (55,96) Wu Qingfeng (52,66) Dong Zhihao[c] Yu Yiting[c] Cheng Yujie[c]                                                | 3.39,99      | Kanada Kylie Masse (58,69) Oliver Dawson (59,63) Joshua Liendo (49,64) Taylor Ruck (52,94) Ingrid Wilm[c] Brooklyn Douthwright[c]             | 3.40,90 |

c  Simmare som endast deltog i försöken men som ändå erhöll medaljer.

## Medaljtabell
*   Värdland ( Singapore)
| Nr                   | Nation               | Guld | Silver | Brons | Totalt |
| -------------------- | -------------------- | ---- | ------ | ----- | ------ |
| 1                    | USA                  | 9    | 11     | 9     | 29     |
| 2                    | Australien           | 8    | 6      | 6     | 20     |
| 3                    | Frankrike            | 4    | 1      | 3     | 8      |
| 4                    | Kanada               | 4    | 0      | 4     | 8      |
| 5                    | Neutrala idrottare B | 3    | 4      | 1     | 8      |
| 6                    | Kina                 | 2    | 6      | 6     | 14     |
| 7                    | Tyskland             | 2    | 2      | 1     | 5      |
| 8                    | Rumänien             | 2    | 0      | 0     | 2      |
| 8                    | Tunisien             | 2    | 0      | 0     | 2      |
| 10                   | Italien              | 1    | 4      | 2     | 7      |
| 11                   | Sydafrika            | 1    | 2      | 1     | 4      |
| 12                   | Storbritannien       | 1    | 1      | 0     | 2      |
| 13                   | Nederländerna        | 1    | 0      | 2     | 3      |
| 14                   | Ungern               | 1    | 0      | 1     | 2      |
| 15                   | Litauen              | 1    | 0      | 0     | 1      |
| 16                   | Japan                | 0    | 3      | 1     | 4      |
| 17                   | Schweiz              | 0    | 2      | 0     | 2      |
| 18                   | Belgien              | 0    | 1      | 1     | 2      |
| 19                   | Polen                | 0    | 1      | 0     | 1      |
| 20                   | Neutrala idrottare A | 0    | 0      | 1     | 1      |
| 20                   | Kirgizistan          | 0    | 0      | 1     | 1      |
| 20                   | Sydkorea             | 0    | 0      | 1     | 1      |
| Totalt (22 nationer) | Totalt (22 nationer) | 42   | 44     | 41    | 127    |